# Lise Darly
Lise Darly est une auteure-compositrice-interprète française née le 27 décembre 1981 à Nice en France.

## Biographie
Lise Darly commence le chant à 14 ans. Elle participe en 1999 au Graine de star Tour et termine 1re parmi près de cent candidats.
Elle intègre en 2001 l'orchestre Jean-Claude Lauran et accompagne Dave et Jeane Manson en tant que choriste. Dès l'année suivante et jusqu'en 2005, elle chante dans l'orchestre Baie des Anges.
Elle représente Monaco au Concours Eurovision de la chanson en mai 2005 à Kiev en Ukraine avec la chanson Tout de moi écrite et composée par Phil Bosco. Elle n'accède pas à la finale du 21 mai, éliminée en demi-finale le 19 mai (classée avant-dernière). Elle reçoit le prix Marcel-Bezençon, prix de la Presse. Toutefois, le titre sort en single.
De fin 2005 à fin 2007, elle fait partie de la tournée mondiale du groupe Goldsingers et, depuis fin 2007, elle fait partie du groupe The Angel's avec l'agence Gala Organisation.
Son premier album Si j'avais su, écrit avec Markus Wagner, Steven Stewart et Rick Allison est en vente depuis juillet 2009 sur iTunes, Nokia Music store, Amazon… Son single 2 titres Quand nos cœurs s'attachent (Darly/Wagner) et À des années de toi (Rick Allison) sort en 2008.
En 2012, Lise participe au casting de la première saison de The Voice, la plus belle voix sur TF1 où elle interprète The Edge of Glory et réussit à faire se retourner Florent Pagny et Louis Bertignac. Elle choisit Florent Pagny pour coach. Le jour des Battles, elle affronte Dalila sur Total Eclipse of the Heart, gagne le duel puis sur le premier prime en direct interprète No stress et est sélectionnée pour la suite. Lors du 3e prime, elle interprète Someone like You d'Adele et est éliminée face à Stéphan Rizon, Dominique Magloire et Stéphanie.
À la suite de cette expérience, elle prépare un 2e album avec Sorel.
En septembre 2013, elle joue un rôle dans L'Étoile filante, le premier épisode de la quatrième saison de Profilage sur TF1. Elle y incarne une belle chanteuse quadragénaire retrouvée sans vie à l'arrière d'un club de jazz, aux côtés de Philippe Bas et Odile Vuillemin.
En mai 2014, sortie du single Je suis cet autre pour l'association Valentin Hauy, parole de Julie Zenatti, un collectif de seize personnalités dont Lise Darly s'unissent et chantent pour la cause des malvoyants et des aveugles.
Dans la deuxième partie de l'année 2020, sort un nouveau single Miracle qui parle d'amour et d'optimiste, une chanson travaillée avec Jhony Maalouf un de ses concurrent lors de la saison 1 de The Voice France. Elle chante également en duo avec Jhony Maalouf sur un nouveau titre Focused dont les paroles traitent du harcèlement que l’on peut subir à l’école ou dans le milieu professionnel. Cette chanson a d'ailleurs passé le casting pour faire partie des 12 candidats de l'émission de sélection Eurovision France, c'est vous qui décidez ! chargée de désigner le représentant français au Concours Eurovision de la chanson 2021. La chanson, ne sera cependant pas retenue. Invitée dans la rubrique Le Guest de Radio Monaco, Lise Darly précise qu'un EP est en cours de préparation.